# ناو کلاس یورک
کروزر کلاس یورک (به انگلیسی: York-class cruiser) یک کلاس از کشتی است که طول آن 540 ft (164.6 m) p/p می‌باشد.